# Liga dos Campeões da CAF de 2008
A Liga dos Campeões da CAF de 2008 foi a 44ª edição do torneio de futebol anual organizado pela Confederação Africana de Futebol (CAF). Com seu início em fevereiro, o torneio contou com a participação de 58 equipes de 44 países e foi vencido, pela sexta vez, pelo Al-Ahly Sporting Club do Egito.

## Primeira fase
| Equipe 1             | Total         | Equipe 2            | ida 15-17 fev | volta 1-22 mar |
| -------------------- | ------------- | ------------------- | ------------- | -------------- |
| ASC Snim             | 1-7           | ES Sétif            | 1-5           | 0-2            |
| Miembeni SC          | 0-6           | Mamelodi Sundowns   | 0-1           | 0-5            |
| Platinum Stars       | 4-1           | Lesotho             | 4-0           | 0-1            |
| Vital'O              | 0-2           | Cotonsport          | 0-1           | 0-1            |
| Benfica              | 0-4           | Olympique Khouribga | 0-2           | 0-2            |
| APR                  | 1-4           | Zamalek             | 1-2           | 0-2            |
| FAR Rabat            | 3-3 (4-5) pen | Sporting Praia      | 3-0           | 0-3            |
| Douanes              | 3-2           | Étoile Filante      | 0-0           | 3-2            |
| Stade Malien         | 1-2           | 1° de Agosto        | 1-2           | 0-0            |
| Saloum               | 1-3           | Africain            | 1-2           | 0-1            |
| FC 105 de Libreville | 4-3           | Hearts of Oak       | 3-0           | 1-3            |
| Tusker FC            | [ 1 ]         | Al-Tahrir           | -             | -              |
| Enyimba              | 7-2           | Diables Noirs       | 4-0           | 3-2            |
| Simba SC             | 4-1           | Awassa City         | 3-0           | 1-1            |
| ASKO Kara            | 4-1           | Union Douala        | 3-1           | 1-0            |
| Uganda Rev Auth FC   | 0-2           | ZESCO United        | 0-2           | 0-0            |
| Costa do Sol         | 2-1           | Ajesaia             | 2-0           | 0-1            |
| Tonnerre             | 0-3           | Africa Sports       | 0-0           | 0-3            |
| USS Tamponnaise      | 4-1           | Saint Michel UFC    | 3-1           | 1-0            |
| Curepipe Starlight   | 2-1           | Coin Nord           | 2-0           | 0-1            |
| Renaissance          | [ 2 ]         | Mazembe             | -             | -              |
| Sahel                | 2-6           | Ashanti Gold        | 1-0           | 1-6            |
| Royal Leopards       | 0-3           | Dynamos             | 0-1           | 0-2            |
| Renacimiento FC      | 2-4           | Inter Luanda        | 1-2           | 1-2            |
| DC Motema Pembe      | 2-2(1-4) pen  | Gombe United        | 2-0           | 0-2            |
| Invencible Eleven    | [ 3 ]         | Kaloum Stars        | -             | -              |

## Segunda fase
Equipes que entraram direto nessa fase:
- Al Ahly  EGY;
- Étoile du Sahel  TUN;
- ASEC Mimosas  CIV
- Al-Hilal  SUD
- Al-Ittihad  LBY
- JS Kabylie  ALG

| Equipe 1          | Total          | Equipe 2             | ida 21-23 mar | volta 4-6 abr |
| ----------------- | -------------- | -------------------- | ------------- | ------------- |
| JS Kabylie        | 3-0            | Ashanti Gold         | 3-0           | 0-0           |
| Ol. Khouribga     | 2-2 (3-0) pen) | ES Sétif             | 2-0           | 0-2           |
| Mamelodi Sundowns | 4-0            | Curepipe Starlight   | 3-0           | 1-0           |
| Al-Ahly           | [ 4 ]          | Al-Tharir            | -             | -             |
| Étoile du Sahel   | 5-3            | AS Douanes           | 5-0           | 0-3           |
| Platinum Stars    | 3-1            | USS Tamponnaise      | 2-0           | 1-1           |
| Sp.Praia          | 2-2(*)         | Inter Luanda         | 2-1           | 0-1           |
| ASEC Mimosas      | 3-2            | Kaloum Stars         | 1-1           | 2-1           |
| Al-Hilal          | 3-1            | Zesco United         | 2-0           | 1-1           |
| Zamalek           | 2-2(5-4) pen)  | África Sports        | 2-0           | 0-2           |
| Dynamos           | 4-2            | CD Costa do Sol      | 3-0           | 1-2           |
| ASKO              | 2-4            | Club Africain        | 2-0           | 0-4           |
| Cotonsport Garoua | 6-2            | Gombe United         | 5-0           | 1-2           |
| TP Mazembe        | 2-1            | FC 105 de Libreville | 1-1           | 1-0           |
| Enyimba           | 7-1            | Simba SC             | 4-0           | 3-1           |
| Al-Ittihad        | (*)2-2         | Primeiro de Agosto   | 1-0           | 1-2           |

(*)Classficou-se por ter feito mais gols na casa do adversário

## Terceira fase
| Equipe 1          | Total  | Equipe 2          | ida 26-27 abr | volta 9-11 mai |
| ----------------- | ------ | ----------------- | ------------- | -------------- |
| Dynamos           | 2-0    | Étoile du Sahel   | 1-0           | 1-0            |
| Enyimba           | 6-3    | Club Africain     | 5-1           | 1-2            |
| ASEC Mimosas      | (*)1-1 | Ol. Khouribga     | 0-0           | 1-1            |
| Cotonsport Garoua | 4-2    | JS Kabylie        | 3-0           | 1-2            |
| Platinum Stars    | 2-3    | Al Ahly           | 2-1           | 0-2            |
| Al-Ittihad        | 2-2(*) | TP Mazembe        | 2-1           | 0-1            |
| Zamalek           | 4-2    | Inter Luanda      | 3-0           | 1-2            |
| Al-Hilal          | 4-3    | Mamelodi Sundowns | 4-2           | 0-1            |

(*)Classficou-se por ter feito mais gols na casa do adversário

## Fase de grupos
|  | Equipes classificadas as semifinais |  | Equipes eliminadas |

### Grupo A
| Pos | Time         | Pts | J | V | E | D | GP | GC | SG |
| --- | ------------ | --- | - | - | - | - | -- | -- | -- |
| 1   | Al-Ahly      | 12  | 6 | 3 | 3 | 0 | 9  | 6  | +3 |
| 2   | Dynamos      | 9   | 6 | 3 | 0 | 3 | 6  | 6  | 0  |
| 3   | ASEC Mimosas | 6   | 6 | 1 | 3 | 2 | 7  | 6  | +1 |
| 4   | Zamalek      | 5   | 6 | 1 | 2 | 3 | 4  | 8  | -4 |

Todas as partidas estão no horário de Brasília (UTC-3).
| 20 de julho de 2008 10:00 | Dynamos               | 2 – 1 | ASEC Mimosas   |  |
|                           | Edward Sadomba 4' 74' |       | Frank Wawa 30' |  |

| 20 de julho de 2008 14:30 | Al-Ahly                             | 2 – 1 | Zamalek          |  |
|                           | Flávio Amado 28' · Ahmed Hassan 67' |       | Jamal Hamzah 62' |  |

| 2 de agosto de 2008 12:30 | ASEC Mimosas | 0 – 0 | Al-Ahly |  |
|                           |              |       |         |  |

| 3 de agosto de 2008 15:00 | Zamalek     | 1 – 0 | Dynamos |  |
|                           | El Safti 3' |       |         |  |

| 17 de agosto de 2008 | Al-Ahly                                        | 2 – 1 | Dynamos            |  |
|                      | Mohammed Barakat 4' · Mohammed Abu Trika 90+3' |       | Lazarus Muhoni 80' |  |

| 16 de agosto de 2008 | Zamalek | 0 – 0 | ASEC Mimosas |  |
|                      |         |       |              |  |

| 30 de agosto de 2008 | Dynamos | 0 – 1 | Al-Ahly              |  |
|                      |         |       | Mohammed Barakat 10' |  |

| 31 de agosto de 2008 | ASEC Mimosas                              | 3 – 0 | Zamalek |  |
|                      | Guindo 24' · Bamba 68' · N'Gossan 72' (P) |       |         |  |

| 13 de setembro de 2008 | ASEC Mimosas    | 1 – 2 | Dynamos               |  |
|                        | Cyriac Gohi 73' |       | Philip Marufu 53' 90' |  |

| 14 de setembro de 2008 | Zamalek                             | 2 – 2 | Al-Ahly                          |  |
|                        | Jamal Hamzah 40' · Junior Agogo 51' |       | Flávio Amado 9' · Abou Trika 70' |  |

| 21 de setembro de 2008 | Al-Ahly                            | 2 – 2 | ASEC Mimosas                    |  |
|                        | Abou Trika 4' · Mahmoud Sameer 76' |       | Ladji Kone 5' · Cyriac Gohi 80' |  |

| 21 de setembro de 2008 | Dynamos         | 1 – 0 | Zamalek |  |
|                        | David Shoko 90' |       |         |  |

### Grupo B
| Pos | Time              | Pts | J | V | E | D | GP | GC | SG |
| --- | ----------------- | --- | - | - | - | - | -- | -- | -- |
| 1   | Cotonsport Garoua | 10  | 6 | 3 | 1 | 2 | 6  | 5  | +1 |
| 2   | Enyimba           | 9   | 6 | 3 | 0 | 3 | 10 | 10 | 0  |
| 3   | TP Mazembe        | 8   | 6 | 2 | 2 | 2 | 7  | 5  | +2 |
| 4   | Al-Hilal          | 6   | 6 | 1 | 3 | 2 | 7  | 10 | -3 |

Todas as partidas estão no horário de Brasília (UTC-3).
| 18 de julho de 2008 14:00 | Al-Hilal                                              | 3 – 2 | Enyimba                              |  |
|                           | Haitham Mustafa 41' · Yosef Mohammed 47' · Efiany 90' |       | Cletus Itodo 35' · Stephen Worgu 88' |  |

| 19 de julho de 2008 11:30 | Cotonsport Garoua  | 1 – 0 | TP Mazembe |  |
|                           | Daouda Kamilou 90' |       |            |  |

| 2 de agosto de 2008 11:00 | TP Mazembe | 0 – 0 | Al-Hilal |  |
|                           |            |       |          |  |

| 3 de agosto de 2008 11:00 | Enyimba                                | 2 – 0 | Cotonsport Garoua |  |
|                           | Ezenwa Otorogu 45' · Stephen Worgu 50' |       |                   |  |

| 15 de agosto de 2008 | Al-Hilal           | 1 – 1 | Cotonsport Garoua |  |
|                      | Kelechi Osunwa 24' |       | Baba Ousmaila 76' |  |

| 17 de agosto de 2008 | Enyimba                                | 2 – 0 | TP Mazembe |  |
|                      | Ezenwa Otorogu 70' · Stephen Worgu 80' |       |            |  |

| 30 de agosto de 2008 | Cotonsport Garoua | 1 – 0 | Al-Hilal |  |
|                      | Baba Ousmaila 62' |       |          |  |

| 31 de agosto de 2008 | TP Mazembe                                | 3 – 0 | Enyimba |  |
|                      | Mputu Mabi 19' 68' (P) · Papy Kabangu 80' |       |         |  |

| 14 de setembro de 2008 | TP Mazembe                           | 2 – 0 | Cotonsport Garoua |  |
|                        | Mputu Mabi 2' · Kalunituka Dioko 49' |       |                   |  |

| 15 de setembro de 2008 | Enyimba                                                     | 4 – 1 | Al-Hilal             |  |
|                        | Stephen Worgu 1' 6' · Ezenwa Otorogu 63' · Emeka Akueme 90' |       | Mohanned Al-Tahir -' |  |

| 20 de setembro de 2008 | Cotonsport Garoua                              | 3– 0 | Enyimba |  |
|                        | Ngomna 40' · Daouda Kamilou 61' · Ousmaila 82' |      |         |  |

| 20 de setembro de 2008 | Al-Hilal                 | 2 – 2 | TP Mazembe                 |  |
|                        | Mohanned al-Tahir 1' 63' |       | Mputu Mabi 5' · Luyeye 89' |  |

### Fase final
Os placares mostrados são a soma das duas partidas
|  | Semi-Finals | Semi-Finals       | Semi-Finals |                   |       | Final   | Final | Final |  |
|  |             |                   |             |                   |       |         |       |       |  |
|  | Egito       | Al Ahly           | (1)         |                   |       |         |       |       |  |
|  | Egito       | Al Ahly           | (1)         |                   |       |         |       |       |  |
|  | Nigéria     | Enyimba           | (0)         |                   |       |         |       |       |  |
|  | Nigéria     | Enyimba           | (0)         |                   | Egito | Al Ahly | (4)   |       |  |
|  |             |                   |             |                   | Egito | Al Ahly | (4)   |       |  |
|  |             |                   | Camarões    | Cotonsport Garoua | (2)   |         |       |       |  |
|  | Camarões    | Cotonsport Garoua | Camarões    | Cotonsport Garoua | (2)   | (5)     |       |       |  |
|  | Camarões    | Cotonsport Garoua |             |                   |       |         |       |       |  |
|  | Zimbabwe    | Dynamos           | (0)         |                   |       |         |       |       |  |

### Jogo de ida
| 5 de Outubro de 2008 12:00 | Enyimba | 0 – 0  | Al-Ahly | Enyimba International Stadium, Aba |
|                            |         | Report |         | Árbitro: Daniel Bennett            |

| 5 de Outubro de 2008 10:00 | Dynamos | 0 – 1  | Cotonsport Garoua  | Rufaro, Harare           |
|                            |         | Report | Daouda Kamilou 32' | Árbitro: Koman Coulibaly |

### Jogo de volta
| 19 de Outubro de 2008 12:00 | Al-Ahly          | 1 – 0 | Enyimba | Estádio Internacional do Cairo, Cairo |
|                             | Flávio Amado 25' |       |         | Árbitro: Mohammed Ssegonga            |

| 19 de Outubro de 2008 14:30 | Cotonsport Garoua                                                      | 4 – 0 | Dynamos | Stade Omnisports Roumde-Adja, Garoua |
|                             | Karnzana 1' · Anzo Jackob 50' · Daouda Kamilou 65' · Baba Ousmaila 77' |       |         | Árbitro: Bennaceur Kacem             |

### Final
| 2 de Novembro de 2008 16:00 | Al-Ahly                          | 2 – 0 | Cotonsport Garoua | Estádio Internacional do Cairo, Cairo |
|                             | Wael Jomaa 3' · Flávio Amado 15' |       |                   | Árbitro: Jerome Damon                 |

| 16 de Novembro de 2008 15:00 | Cotonsport Garoua                        | 2 – 2 | Al-Ahly                      | Stade Omnisports Roumde-Adja, Garoua |
|                              | Karim Abdoul 45 + 2' · Baba Ousmaila 63' |       | Ahmed Hassan 38' · Shady 90' | Árbitro: Djamel Haimoudi             |

### Artilheiros
| Jogador        | Clube             | Gols |
| -------------- | ----------------- | ---- |
| Stephen Worgu  | Enyimba           | 12   |
| Daouda Kamilou | Cotonsport Garoua | 7    |
| Edward Sadomba | Dynamos           | 5    |
| Ezenwa Otorogu | Enyimba           | 5    |
| Flávio Amado   | Al-Ahly           | 5    |